# 江戶崎藩
江戶崎藩（日语：／ Edosaki-han */?）是位於日本常陸國信太郡江戶崎（現茨城縣稻敷市江戶崎）的藩，成立於慶長8年4月6日（1603年5月16日），元和5年（1619年）第一次廢藩，同年重新立藩，元和8年正月11日（1622年2月21日）再次廢藩，高峰期石高達三萬五千石。

## 歷史
根據《大日本史料》引述《青山文書》的記載，青山忠成在慶長8年4月6日（1603年5月16日）拜領江戶崎五千石為領地，包括東安中村（現茨城縣稻敷郡美浦村）、西安中村（現美浦村）、春崎村（鳩崎村，現稻敷市鳩崎）、佐倉村（現稻敷市佐倉）、古渡村（現稻敷市信太古渡）、大谷村（現美浦村大谷）、興津村（現美浦村興津）、信田村（信太村，現美浦村信太）、衣塚村（犬塚村，現稻敷市犬塚）、土岐崎村（現稻敷市時崎）、石川村（現稻敷郡阿見町石川）、神內村和某村（不明），另有五千石為馬乘同心，包括騎士25名和步卒100人，實高是10,078石左右。
根據《藩史大事典》的說法，以位置和石高推測，位置不明的兩村是舟子村（現美浦村舟子）和島津村（現阿見町島津），不過這個說法沒有史料能夠證實，而且江戶崎村本身也沒有記載。另一方面，從《寬政重修諸家譜》的行文來看，這些領地推測是由忠成之子青山忠俊拜領，而非忠成本人，然而《角川日本地名大辭典》則沿用忠成以一萬石入主江戶崎的說法。
慶長16年（1611年），忠俊獲加增下野國都賀郡鹿沼（現栃木縣鹿沼市西鹿沼町和日吉町）五千石。慶長18年2月20日（1613年4月10日），忠成死去，其分佈於相模國、近江國、上總國和下總國的遺領二萬八千石中的二萬五千石由忠俊繼承，剩餘的三千石則由忠俊之弟青山幸成和天方通直平分。元和5年10月20日（1619年11月25日），忠俊加增至武藏國岩槻四萬五千石，同年丹羽長重從常陸國古渡以二萬石入主江戶崎。
根據《丹羽歷代年譜》記載，原古渡藩領仍然由長重管治，他在元和5年10月9日（11月14日）和12月22日（1620年1月26日）先後在江戶崎領內發出赦免捕殺鳥類的黑印狀，黑印狀反映當時的藩領至少有古渡村、阿波崎村（現稻敷市阿波崎）、馬渡村（現茨城縣東茨城郡茨城町馬渡）、浮嶋村（現稻敷市浮島）、下須田村（現稻敷市下須田）、須賀津村（現稻敷市須賀津）、甘田村（現稻敷市甘田）、羽生村（現稻敷市羽生）、伊佐部村（現稻敷市伊佐部）、桑山村（現稻敷市桑山）、君山鄉（現稻敷市上君山和下君山）、安中村、神田村和青崎村。除此之外，根據《角川日本地名大辭典》記載，堀之內村（現稻敷市堀之內）和柏木村（現稻敷市柏木）同為古渡藩領。
元和8年正月11日（1622年2月21日），長重加增至陸奧國棚倉五萬石，江戶崎藩也因而廢藩。

## 歷任藩主
| 大名家 | 家格      | 藩主     | 石高                             |
| ------ | --------- | -------- | -------------------------------- |
| 青山家 | 譜代 無城 | 青山忠俊 | 一萬石 ↓ 一萬五千石 ↓ 三萬五千石 |
| 丹羽家 | 外樣 無城 | 丹羽長重 | 二萬石                           |